# Holiti mészárlás
A holiti mészárlást a Hamász fegyveresei követték el 2023. október 7-én a dél- izraeli Negev kerületben található Holit kibucban, az Izrael elleni meglepetésszerű támadás részeként. A támadás legalább 11 kibuctag és két vendégmunkás életét követelte. Az áldozatok között legalább két amerikai állampolgár volt.

## Háttér
A kibucot 1977-ben alapították eredetileg a Sínai-félszigeten, azonban az 1982-es egyiptomi–izraeli békeszerződés következményeképpen a Negevbe helyezték át. A kibucnak 84 tagja volt a 2023-as vérengzés előtt.

## Mészárlás
2023. október 7-én kora reggel a Hamász terrorszervezet meglepetésszerű támadást indított Izrael ellen.  Miközben több ezer rakétát lőttek ki Izrael területére, legalább 1500 felfegyverzett terrorista törte át a gázai határkerítést és támadta meg a határmenti településeket és katonai támaszpontokat.
A kibuc tagjai szerint a fegyveres támadást reggel 8 körül kezdték meg. A Hamász fegyveresei házról házra mentek, legalább 11 civilt gyilkoltak meg és sokakat megsebesítettek.
Kora délután az IDF egyik Shaldag egysége érkezett a kibucba és a páncélos egységek segítségével megöltek tíz terroristát. A mentőalakulatok az egyik házban egy szekrényben rejtőző kislányt találtak, a szüleit közvetlenül mellette ölték meg. A 16 éves Rotem Matthias, aki épphogy el tudott menekülni, miközben a szüleit meggyilkolták, ezt mondta: "A terroristák a házunkat lőtték, belőttek az ablakon át és egy gránátot is bedobtak a házba. Az apám utolsó szavaival a levágott kezéről beszélt, anyám úgy halt meg, hogy rám feküdt, a testével védelmezett. Visszatartottam a lélegzetem és magamban imádkoztam, hogy nehogy megtaláljanak a szüleim gyilkosai."

## Fordítás
Ez a szócikk részben vagy egészben  a Holit massacre című angol Wikipédia-szócikk ezen változatának fordításán alapul.  Az eredeti cikk szerkesztőit annak laptörténete sorolja fel. Ez a jelzés csupán a megfogalmazás eredetét és a szerzői jogokat jelzi, nem szolgál a cikkben szereplő információk forrásmegjelöléseként.